# Saint-Germainmont
Saint-Germainmont är en kommun i departementet Ardennes i regionen Grand Est (tidigare regionen Champagne-Ardenne) i nordöstra Frankrike. Kommunen ligger  i kantonen Asfeld som ligger i arrondissementet Rethel. År 2022 hade Saint-Germainmont 813 invånare.

## Befolkningsutveckling
Antalet invånare i kommunen Saint-Germainmont
Referens: INSEE